# St.-Nicolai-Kirche (Kalbe (Milde))

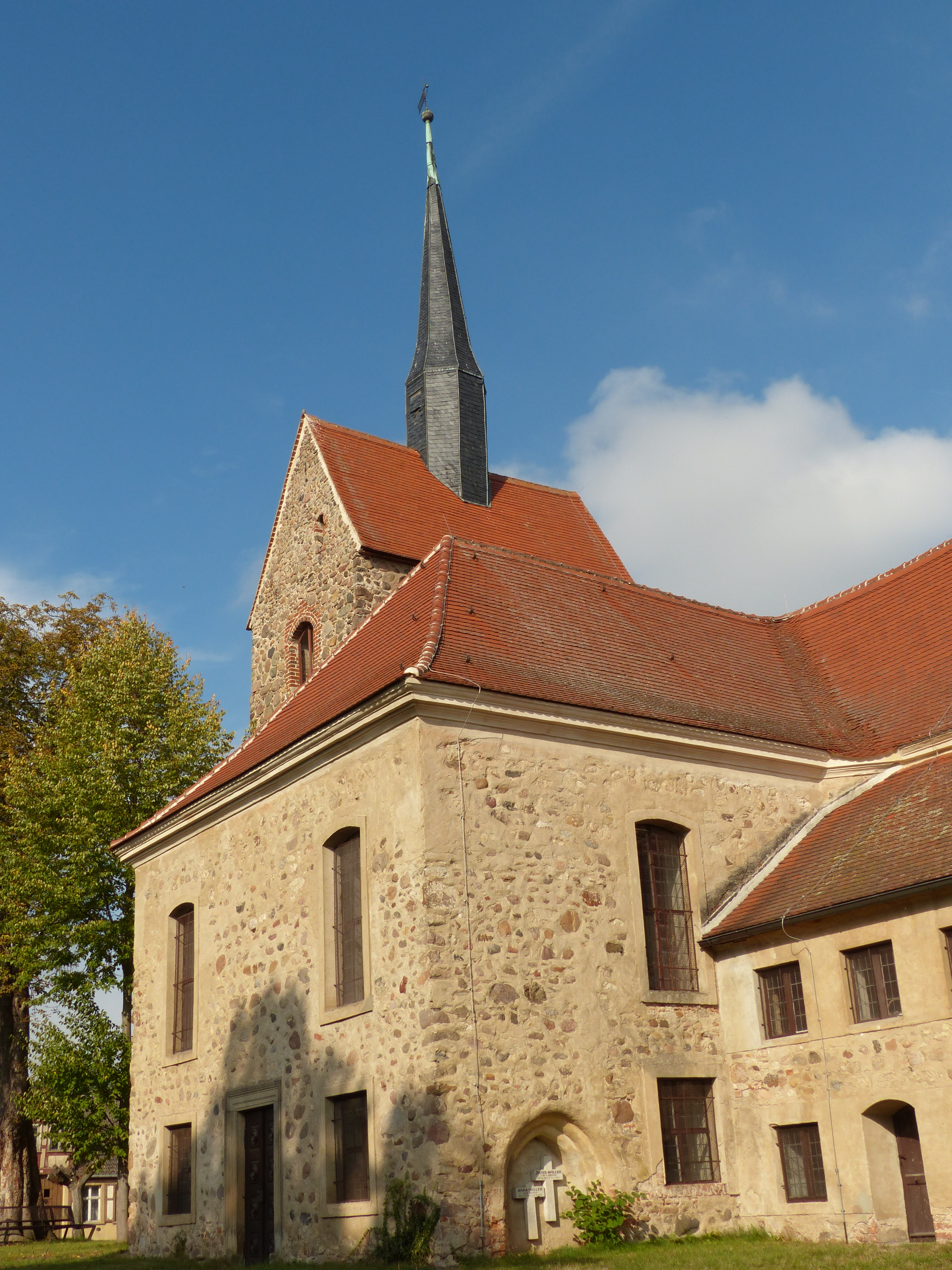
Nicolaikirche von Südosten, 2020, verputztes gotisches Backsteinportal in der Ostwand des Südarms

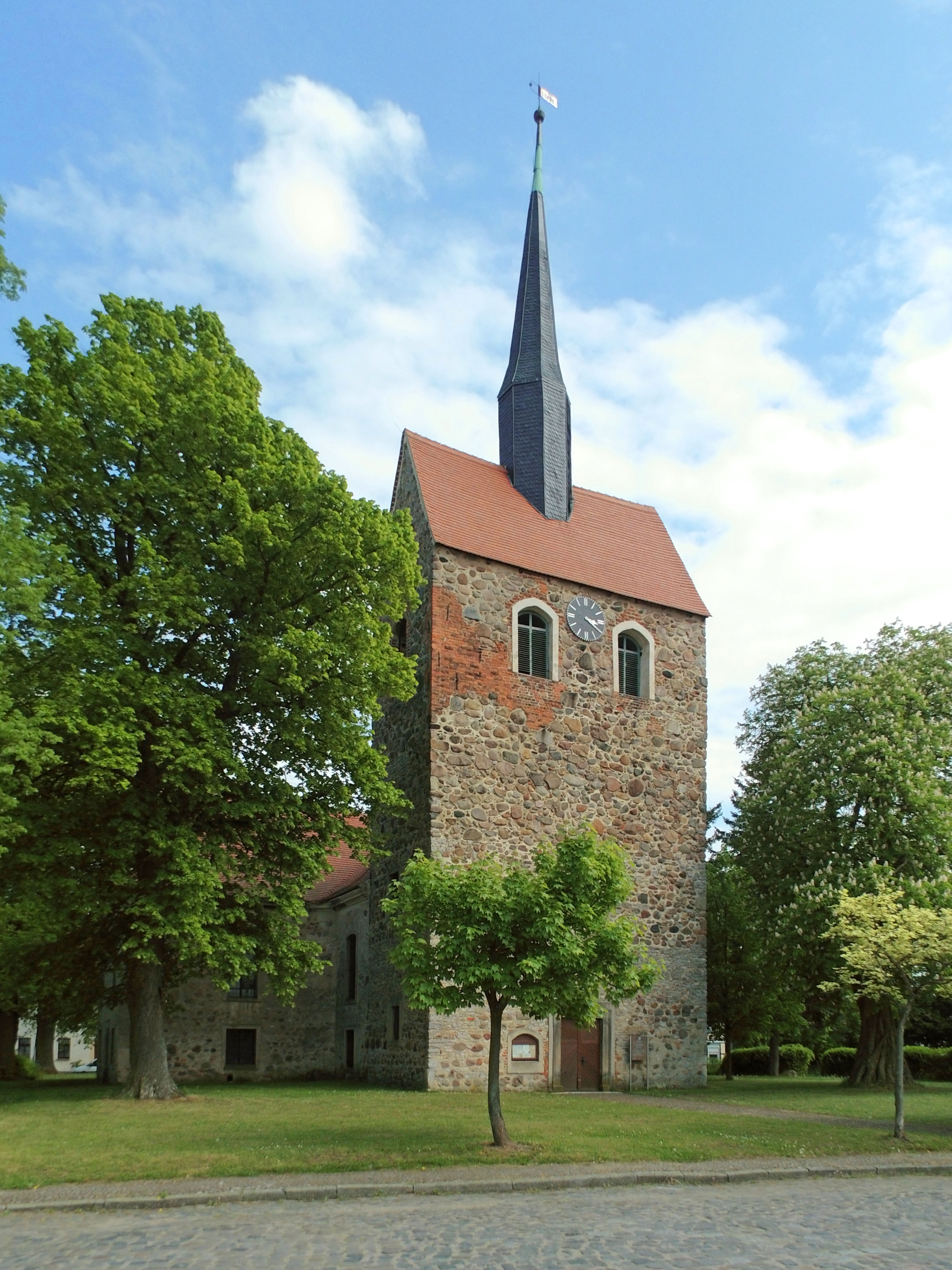
Nicolaikirche von Nordwesten, 2014, Schallöffnungen verputzt

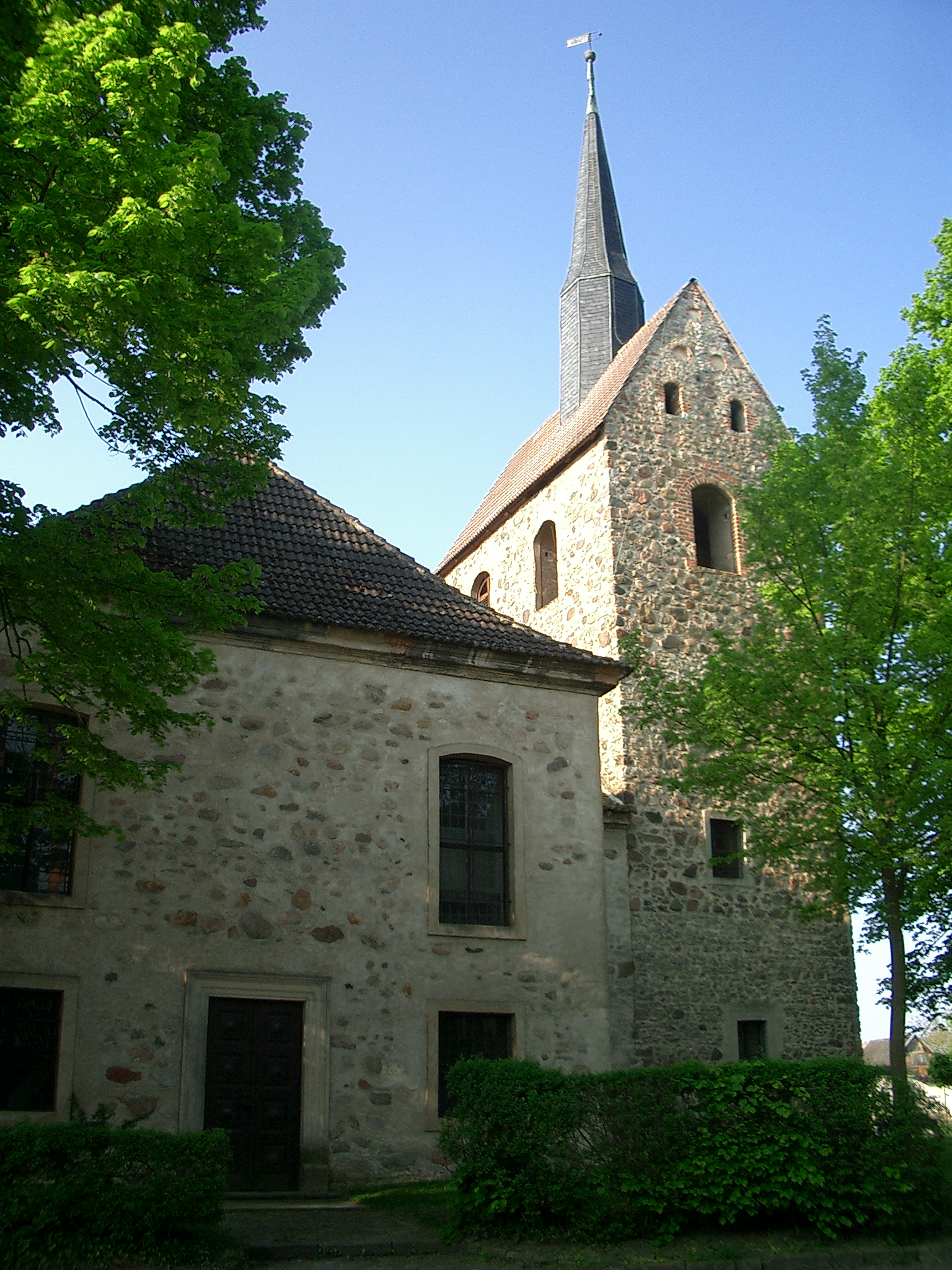
Nordseite, 2005, Schallöffnung mit gotischer Backsteinfassung

Die Sankt-Nicolai-Kirche ist eine evangelische Kirche in der Stadt Kalbe (Milde) in Sachsen-Anhalt.

## Lage
Die Kirche liegt im Ortszentrum von Kalbe (Milde) in der Straße Stege und gehört zum Pfarrbereich Kalbe-Kakerbeck des Kirchenkreises Salzwedel der Evangelischen Kirche in Mitteldeutschland.

## Architektur und Geschichte
Die  heute aus Feld- und Kalkstein errichtete Nicolaikirche geht in ihrem Kern auf die Romanik zurück. Von dem ursprünglichen Feldsteinbau blieb der bereits vom Ende des 12. Jahrhunderts stammende Westquerturm erhalten. Der Turm ist mit einem Satteldach bedeckt und von einem Dachreiter bekrönt.
In der Zeit um 1400 wurde eine Marienkapelle angefügt, die heute den südlichen Kreuzarm der jetzt auf kreuzförmigem Grundriss angelegten Kirche bildet. Zwischen 1569 und 1573 erfolgte eine Verlängerung nach Osten. 1754/55 fand dann ein großer Umbau statt. Mit dem Anbau des nördlichen Kreuzarms entstand die Kreuzform. Zugleich wurde die Mauerhöhe des Südarms an das Langhaus angeglichen. An der Südseite des längsrechteckigen Chors entstand eine zweigeschossige Sakristei. Die Öffnungen des Kirchengebäudes wurden im Stil des Barock gestaltet.
In den Jahren 1878, 1933 und 1965 fanden Instandsetzungen des Baus statt.
Bemerkenswert ist ein heute allerdings vermauertes Sitznischenportal aus der Spätgotik an der Ostseite. Es ist mittels Wulstprofilen aus Backstein gestuft.
Das Kircheninnere ist von einer auf einer Voute ruhenden flachen Decke überspannt. In der Vierung ist die Voute beschädigt. In den Kreuzarmen bestehen Emporen. Die Orgelempore sowie zwei verglaste Herrschaftslogen mit Kaminnischen befinden sich im Chor, letztere auf der Westseite. Von der Sakristei her besteht ein Zugang zur polygonal ausgeführten Kanzel. Sie stammt vom Anfang des 17. Jahrhunderts und ist im Stil der Renaissance gestaltet. Sie trägt Gemälde, die Mariae Verkündigung, Christi Geburt, die Kreuzigung, die Auferstehung und Himmelfahrt darstellen. Ebenfalls aus der Renaissance, jedoch bereits aus der Mitte des 16. Jahrhunderts, stammt eine als runder Kelch erstellte Taufe.
Im örtlichen Denkmalverzeichnis ist die Kirche unter der Erfassungsnummer 094 97854 als Baudenkmal eingetragen.